# Pseudaega quarta
Pseudaega quarta är en kräftdjursart som beskrevs av Jansen 1978. Pseudaega quarta ingår i släktet Pseudaega och familjen Cirolanidae.
Artens utbredningsområde är havet kring Nya Zeeland. Inga underarter finns listade i Catalogue of Life.